# Разес
Абу́ Бакр Мухамма́д ібн Зака́рія ар-Разі́ (близько 865, Рей — близько 925) — перський вчений-енциклопедист, лікар, алхімік і філософ. Багато творів Ар-Разі надалі було перекладено латинською мовою і вони здобули широку популярність і визнання серед західноєвропейських лікарів і алхіміків. У Європі відомий під латинізованими іменами Разе́с (Rhazes) і Абу́ Бате́р (Abubater).

## Життєпис
Абу Бакр Мухаммад ібн Закарія Ар-Разі народився в перському місті Рей, поблизу Тегерану. У Персії він здобув різносторонню освіту і, зокрема, вивчав філософію, метафізику, поезію і алхімію. Ще в молодості він почав займатися дослідами облагороджування металів і пошуками «еліксиру». У 30 років Ар-Разі вирушив до Багдаду, де вивчав медицину. Незабаром він прославився як вельми майстерний лікар; керував клінікою в Реї, потім в Багдаді. Ар-Разі був добре знайомий з античною наукою, медициною і філософією; він залишив праці з філософії, етики, теології, логіки, медицини, астрономії, фізики і алхімії — всього 184 твори, з яких до нас дійшло 61. Багато праць Ар-Разі були перекладені латинською мовою в Європі в X —XIII ст.
Ар-Разі був прихильником математичного атомізму, вчення про яке було викладено ним у «Книзі про час і простір». Він написав також «Трактат про те, що факт несумірності діагоналі квадрата зі стороною не належить до геометрії».
Відомий також ряд трактатів Ар-Разі про сферичну природу Землі, зірок і космосу в цілому. У медицині відомий його твір «Про натуральну віспу та кір».
Ар-Разі належить перший відомий в історії опис технології дистиляції спирту.

## Вшанування
- На честь дня народження Разеса 27 серпня (5 шахрівара за іранським календарем) святкується День фармацевта[6].